# 龍氏側帶小公魚
龍氏側帶小公魚（学名：Stolephorus ronquilloi）為輻鰭魚綱鲱形目鳀科的其中一種，被国际自然保护联盟列為次級保育類動物易危物种，分布於中西太平洋的菲律賓海域，棲息深度可達50公尺，本魚體延長，上頷突出，到達或超過前鰓蓋，上頜尖端附近縮進後凹，臀鰭短，臀鰭軟條17-18枚，體長可達5.3公分，棲息在沿海，喜群游。